# Pfarrer

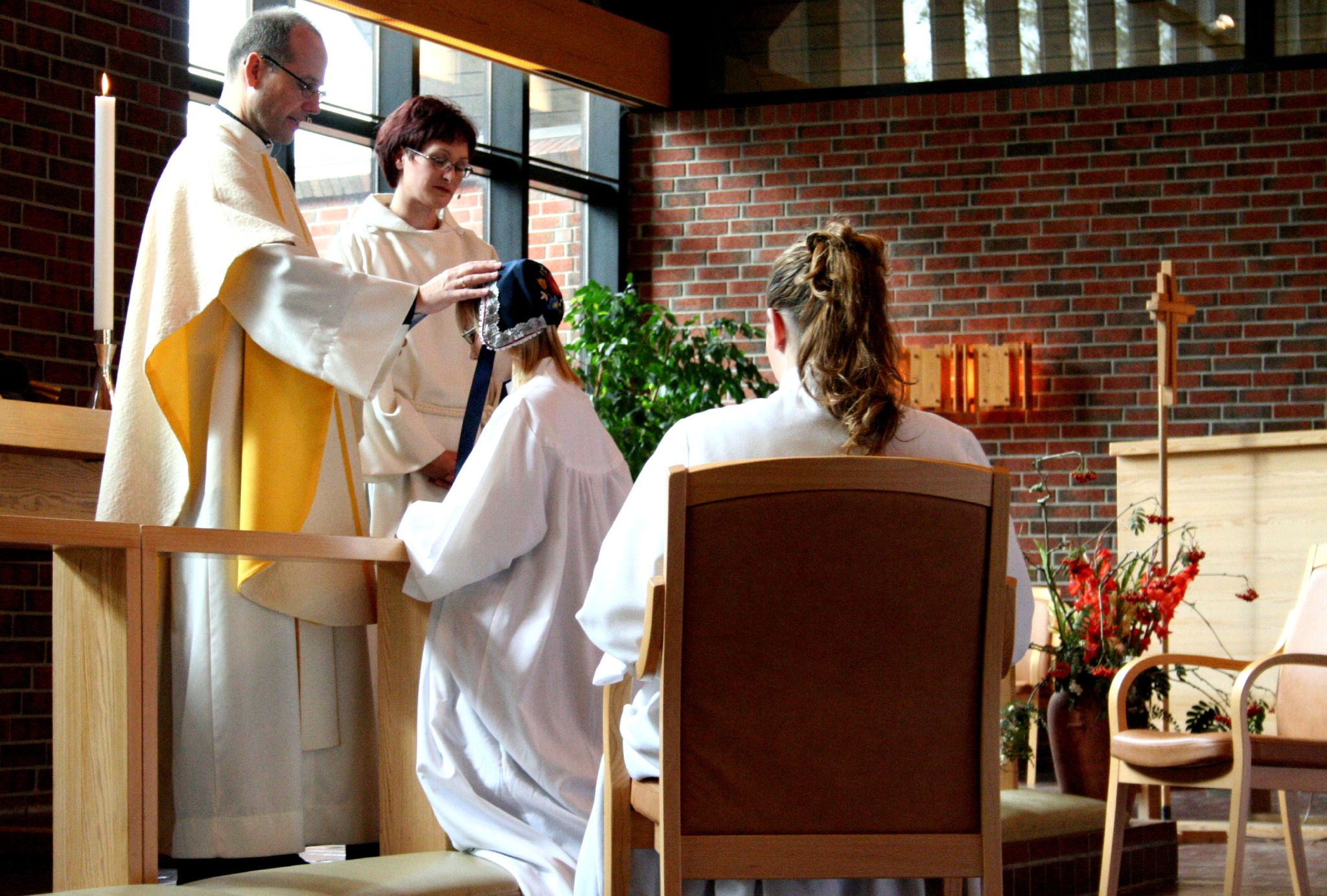
Ein Pfarrer der Norwegischen Kirche bei der Konfirmation

Pfarrer ist eine in christlichen Gemeinden verwendete Bezeichnung für eine Person, die mit der Leitung einer Kirchengemeinde oder Pfarrei betraut ist und die Verantwortung trägt für die Leitung von Gottesdiensten, die seelsorgliche Betreuung und in der Regel auch für die Verwaltung der weltlichen Angelegenheiten der Pfarrei oder Kirchengemeinde. In der römisch-katholischen Kirche kann nur ein Priester Pfarrer einer Pfarrei sein. Anstelle der Leitung einer Gemeinde kann ein Pfarrer jedoch auch einen besonderen Dienst übernehmen.
Die römisch-katholische Kirche, die Evangelische Kirche in Deutschland und die Selbständige Evangelisch-Lutherische Kirche regeln die Rechte und Pflichten der Pfarrer durch Kirchengesetz (Pfarrerdienstrecht), das sich weitgehend am staatlichen deutschen Beamtenrecht und an den Laufbahnen von Studienräten orientiert. Pfarrer ist auch eine Amtsbezeichnung für Kirchenbeamte und christliche Geistliche in einem staatlichen Beamtenverhältnis (Militärseelsorger, Krankenhausseelsorger, Gefängnisseelsorger und andere).

## Etymologie

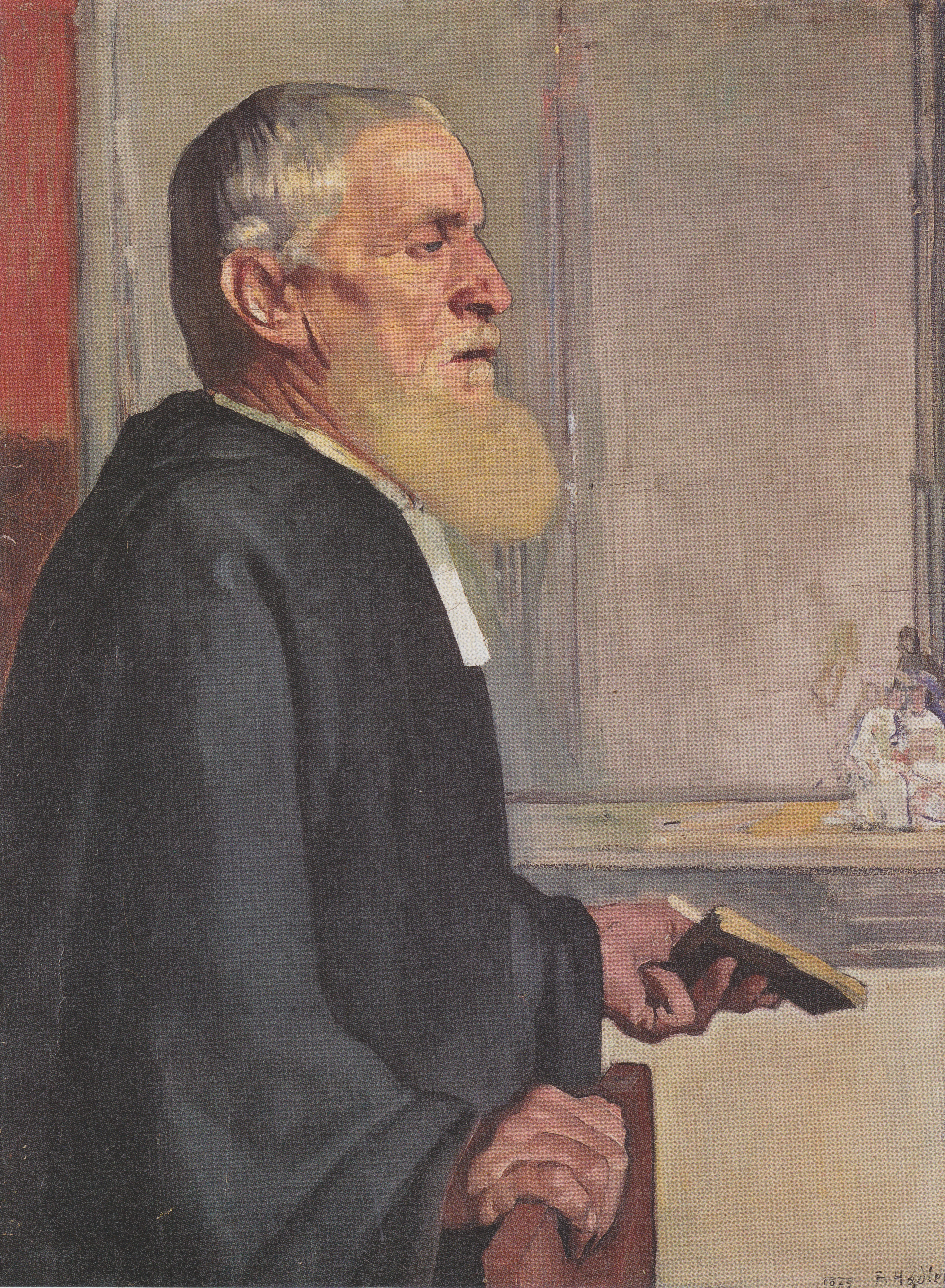
Der Pfarrer, Gemälde von Ferdinand Hodler, 1879

Das Wort Pfarrer ist eine Ableitung von Pfarre bzw. althochdeutsch pfarra „Amtsbezirk eines Pfarrers“, das vom griechischen παροικία paroikía, deutsch ‚Nachbarschaft‘ entlehnt wurde. Der Pfarrer ist demnach „der zur Pfarre Gehörige“. Denkbar wäre auch eine Herleitung von πάροικος pároikos, deutsch ‚Nachbar, Fremdling‘ als jemand, der Insasse der Gemeinde zum Zwecke der Seelsorge ist, ohne Bürger im eigentlichen Sinne zu sein. Die lateinische Bezeichnung ist parochus, auch presbyter parochianus oder plebanus. In deutschsprachigen Urkunden heißt es parherr, perer, pfarreherre oder pharrer.
„Pfarrin“ bezeichnete im 19. Jahrhundert im Protestantismus die Ehefrau eines Pfarrers.

## Aufgaben

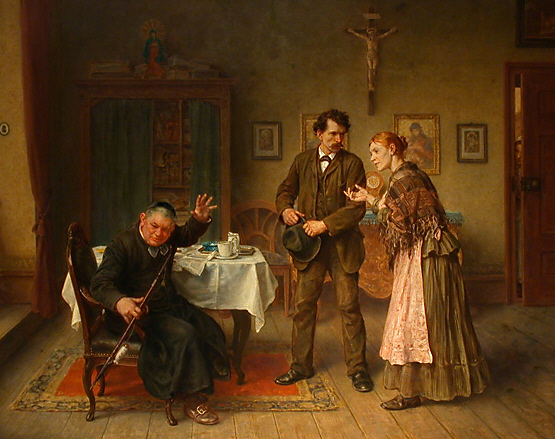
Besuch beim Dorfpfarrer, Gemälde von Ludwig Knaus, 1905

Ein Pfarrer bekleidet in der Regel ein Pfarramt. In Mittel- und Norddeutschland wird der Pfarrer auch Pastor genannt. Die Stellung und Aufgaben eines Pfarrers sind in den christlichen Konfessionen unterschiedlich: In den evangelischen Kirchen und der Altkatholischen Kirche ist der Pfarrer aus dem Kreise der bei der jeweiligen Kirche verbeamteten Geistlichen entweder von der Gemeinde gewählt oder von der übergeordneten Kirchenleitung ernannt. Im zweiten Fall muss der Ernennung die Vokation durch den Kirchenvorstand erfolgen. In seltenen Fällen wird die Pfarrstelle aber auch nach Präsentation durch einen Patron besetzt.
In den evangelischen Kirchen wird man durch die Ordination zum Pfarrer. Ein Bewerber wird dadurch mit der öffentlichen Verkündigung des Wortes Gottes und der Verwaltung der Sakramente – insbesondere Taufe und Abendmahl – beauftragt. In der Ordination verspricht der Pfarrer seelsorgerliche Verschwiegenheit und die Wahrung des Beichtgeheimnisses. Ein Pfarrer kann dann eine Gemeinde leiten oder auch in einem anderen Bereich geistliche Aufgaben erfüllen. Die meisten evangelischen Kirchen ordinieren Frauen und Männer ausschließlich für den Dienst im Gemeindepfarramt und setzen für Sonderpfarrämter eine vorausgehende praktische Tätigkeit im Gemeindepfarramt voraus. In der Schweiz im Jahr 1918 ordinierten Frauen wurde kein Pfarramt zugetraut und sie durften sich nicht Pfarrer nennen. Die erste Pfarrerin Europas mit vollem Pfarramt wurde im Herbst 1931 in der Gemeinde Furna im Kanton Graubünden gewählt.
In der römisch-katholischen Kirche wird ein geweihter Priester vom Diözesanbischof zum Pfarrer ernannt, nachdem er die entsprechenden Examina abgelegt hat. Der Dienst des Pfarrers wird verstanden als Teilhabe am Dienst des Bischofs, der Pfarrer repräsentiert den Bischof in der Pfarrei. Er hat aber in seiner Pfarrei eine eigenberechtigte amtliche Vollmacht, die nicht vom Bischof delegiert ist. Neben der Spendung der Sakramente und der Verkündigung des Wortes Gottes in Gottesdienst und Seelsorge gehört zum klassischen Gemeindepfarramt immer auch die Verwaltung einer Gemeinde, etwa das Pflegen der Kirchenbücher und die dienstrechtliche Aufsicht über die Mitarbeitenden.
Um Pfarrer werden zu können, muss ein Bewerber Theologie studiert und Examina nach der Ordnung der jeweiligen Diözese abgelegt haben. In der Regel gibt es eine akademische und eine praktische Vorbereitungsphase für den Pfarrdienst. In der katholischen Kirche stehen vor der Priesterweihe die akademischen Prüfungen des Theologiestudiums und die Absolvierung der praktischen Ausbildung (Pastoralkurs) und nach der Priesterweihe und einer gewissen Dienstzeit als Kaplan in einer Pfarrei weitere Prüfungen (Pfarrexamen) nach der Ordnung des jeweiligen Bistums. Ein Pfarramt wird in der Regel erst verliehen, nachdem sich ein Priester einige Jahre im geistlichen Dienst bewährt hat.
Neben dem Wirkungsbereich innerhalb einer Ortsgemeinde (Pfarrei; in Österreich: Pfarre) arbeiten Pfarrer auch in anderen Institutionen: Schulpfarrer, Krankenhauspfarrer, Gefängnispfarrer, Leiter karitativer Einrichtungen, Studenten-/Hochschulpfarrer, Studienleiter an katholischen Akademien oder evangelischen Akademien, Wirtschafts- und Sozialpfarrer, Betriebsseelsorger, Militärpfarrer, Polizeipfarrer, Fernsehpfarrer, Medienpfarrer, Zirkuspfarrer oder Schaustellerpfarrer. Katholische Geistliche in solchen Funktionen erhalten den Titel Pfarrer durch bischöfliches Dekret.
Pfarrer waren in früheren Zeiten gelegentlich auch in ganz anderen Bereichen tätig, etwa als Mathematiker, Techniker und Erfinder, zum Beispiel René-Just Haüy, Jacob Christian Schäffer, Michael Stifel, Friedrich Christoph Oetinger, Franz Senn und Philipp Matthäus Hahn. Politisch aktive Pfarrer waren bzw. sind Carl Sonnenschein, Peter Hintze und Joachim Gauck.
Katholischen Priestern ist seit 1983 durch das Kirchenrecht untersagt, öffentliche Ämter anzunehmen, die eine Teilhabe an der Ausübung weltlicher Gewalt mit sich bringen.

## Kirchenrecht

### Römisch-katholische Kirche
Voraussetzung zur Ernennung als Pfarrer ist in der römisch-katholischen Kirche, dass der Betreffende die Priesterweihe empfangen hat. Diese kann nach CIC can. 1024 nur Männern gespendet werden. Der Pfarrer muss sich „durch Rechtgläubigkeit und Rechtschaffenheit auszeichnen, er muß durchdrungen sein von Seeleneifer sowie von anderen Tugenden und zudem die Eigenschaften besitzen, die für die Seelsorge in der in Frage kommenden Pfarrei … gefordert werden.“ Eine Übertragung des Pfarramtes an eine juristische Person (etwa ein Domkapitel) ist nach dem 1983 erneuerten Codex Iuris Canonici nicht mehr möglich.
Die Einführung eines Pfarrers in sein Amt bzw. in seine Gemeinde (Investitur, „Besitzergreifung“) geschieht in der Regel mit der Verlesung der bischöflichen Ernennungsurkunde im Rahmen einer feierlichen heiligen Messe. Der Pfarrer (parochus) amtiert unter der Autorität und im Namen des Bischofs, der ihm das Amt frei verleiht. Mit der Besitzergreifung ist er zur Ausübung des Pfarramtes berechtigt und verpflichtet. Gemäß dem Kirchenrecht ist in der lateinischen Kirche der Pfarrer pastor proprius („der eigene Hirte“) der ihm anvertrauten Pfarrei, auch kanonischer Pfarrer genannt. Bis auf die Vollmacht, das Weihesakrament (Ordination) zu erteilen und die Firmung zu spenden, steht ihm die volle Jurisdiktion in seiner Pfarrei zu. Die Amtsgeschäfte führt der Pfarrer bis zu einem gewissen Grade frei, ist aber an die Vorgaben der Diözese gebunden und auf die Zusammenarbeit mit pastoralen Mitarbeitern und Ehrenamtlichen in Räten (z. B. Kirchenvorstand, Pfarrverwaltungsrat, Pfarrgemeinderat und Ausschüssen) angewiesen. Er hat Residenzpflicht im Pfarrhaus nahe der Kirche in seiner Pfarrei und muss an Sonn- und Feiertagen die heilige Messe in den Anliegen seiner Pfarrgemeinde feiern.
Hat der Pfarrer von seinem Amt Besitz ergriffen, so kann ihn der Bischof ohne seine Einwilligung, besondere Gründe oder seinen Amtsverzicht nicht versetzen oder seines Amtes entheben. Es ist dem Bischof jedoch möglich, aus schwerwiegenden Gründen den Pfarrer des Amtes zu entheben oder gegen seinen Willen zu versetzen. Dafür sind kirchenrechtlich bestimmte Verfahren vorgeschrieben. Mit Vollendung des 75. Lebensjahres soll der Pfarrer dem Bischof seinen Amtsverzicht anbieten.
Wird ein Priester mit der vorübergehenden Leitung einer Pfarrei beauftragt, spricht man von einem Pfarradministrator. Dies geschieht, wenn die Pfarrei frei wird oder wenn der Pfarrer durch Gefangenschaft, Exil oder Ausweisung, wegen Unfähigkeit, angegriffener Gesundheit oder aus einem anderen Grund an der Wahrnehmung seiner pastoralen Aufgabe in der Pfarrei gehindert wird.
Eine besondere Stellung in der römisch-katholischen Kirche nimmt der Moderator ein. Entgegen dem Grundsatz, dass nur einer Pfarrer einer Pfarrei sein kann, ist es möglich, eine Gruppe von Priestern mit der Seelsorge in einer Pfarrei zu beauftragen, unter denen jedoch einer als Leiter oder Moderator die Verantwortung gegenüber dem Bischof und die Koordination der Seelsorge übernehmen muss („Pfarrer in solidum“). Eine Pfarrei kann ebenso einem Ordensinstitut oder einer Gemeinschaft des geweihten Lebens übertragen werden, jedoch muss auch hier ein geeignetes Mitglied dieser Gemeinschaften als Pfarrer oder Moderator ernannt werden.
In Österreich gibt es auf Beschluss der Bischofskonferenz zudem eine weitere Form des Moderators: Diesem wird „die Verantwortung für eine Pfarre auf längere Zeit“ übertragen, er hat dieselben Befugnisse und Aufgaben wie ein Pfarrer, steht aber in einem Dienstverhältnis zur Diözese und wird nicht zum Pfarrer im vollen Sinne des can. 519 bestellt. Dies wird in erster Linie angewandt, um Seelsorger leichter versetzen zu können.

### Lutherische Landeskirchen
In den lutherischen Landeskirchen bestimmt die Kirchengemeindeordnung, dass die Kirchengemeinden vom Kirchenvorstand (bzw. Kirchengemeinderat) und Pfarrer gemeinsam geleitet werden. Die Mitglieder des Kirchenvorstandes sind hiernach verpflichtet, nach dem Maß ihrer Gaben und Kräfte zusammenzuarbeiten. Der Kirchenvorstand besteht aus gewählten Mitgliedern und Mitgliedern kraft Amtes (d. h. dem Pfarrer bzw. den Pfarrern). Vorsitz und stellvertretender Vorsitz werden von einem gewählten Mitglied und einem Mitglied kraft Amtes wahrgenommen. In der Württembergischen Evangelischen Landeskirche wurde der Pfarrer in Verwaltungsangelegenheiten bislang durch den Kirchenpfleger entlastet, der kraft Amtes auch Mitglied des Kirchengemeinderats ist und als Mitarbeiter der Kirchengemeinde vielfältige Verwaltungsaufgaben zu bearbeiten hat (Abwicklung der Einnahmen und Ausgaben, Buchungen, Haushaltsplan, Bauaufgaben, Personalangelegenheiten). Mit der bis 2030 umzusetzenden Verwaltungsreform werden diese Aufgaben großteils an Regionalverwaltungen übertragen. Die verbliebenen Aufgaben und die bislang dem Gemeindesekretariat zugeordneten Aufgaben werden künftig einer AGL (Assistenz der Gemeindeleitung) zugeordnet. Pädagogische Aufgaben oder solche der Sozialarbeit können in den evangelischen Kirchen einem Diakon übertragen sein. Auf diese Weise wird dem Pfarrer mehr Freiraum für seine Kernaufgaben in der geistlichen Gemeindearbeit verschafft.
Pfarrergesetze regeln kirchenintern die rechtlichen Rahmenbedingungen und die Beziehung zwischen einzelnen Pfarrern und der Kirchenleitung.

### Reformierte Landeskirchen
In manchen reformierten Landeskirchen der Schweiz nimmt der Pfarrer zwar in der Regel an den Sitzungen der Kirchgemeindeleitung (Kirchenpflege, Kirchenrat) teil, hat aber kein Stimmrecht.
Eine besondere Lösung kennt die Zürcher Landeskirche, nämlich die „Zuordnung“ der Pfarrer. Da die Pfarrer direkt der Landeskirche unterstellt sind, kommt der Kirchenpflege nicht die Vorgesetztenfunktion zu. Dieses Modell betont die gemeinsame Verantwortung der weltlichen und geistlichen Amtspersonen: Während der Pfarrer für die geistlichen Aspekte zuständig ist, ist dies die Kirchenpflege für die Verwaltung. Ins Amt gewählt werden aber sowohl der Pfarrer wie auch die Kirchenpflege vom Volk der Kirchgemeinde.